# Episodi di October Road (seconda stagione)
La seconda stagione della serie televisiva October Road è stata trasmessa in prima visione negli Stati Uniti dalla ABC dal 22 novembre 2007 al 10 marzo 2008. In Italia è stata trasmessa in prima visione dalla Fox dal 6 maggio al 29 luglio 2008.
| nº | Titolo originale            | Titolo italiano                      | Prima TV USA     | Prima TV Italia |
| -- | --------------------------- | ------------------------------------ | ---------------- | --------------- |
| 1  | Let's Get Owen              | Andiamo a prendere Owen              | 22 novembre 2007 | 6 maggio 2008   |
| 2  | How to Kiss Hello           | Salutarsi e dirsi addio              | 26 novembre 2007 | 13 maggio 2008  |
| 3  | The Infidelity Tour         | Viaggio nel tradimento               | 3 dicembre 2007  | 20 maggio 2008  |
| 4  | Deck the Howls              | Notte da lupi                        | 10 dicembre 2007 | 27 maggio 2008  |
| 5  | Once Around the Block       | Intorno all'isolato                  | 17 dicembre 2007 | 3 giugno 2008   |
| 6  | Revenge of the Cupcake Kid  | Pasticcino Kid alla riscossa         | 7 gennaio 2008   | 10 giugno 2008  |
| 7  | Spelling It Out             | Il campionato di spelling            | 14 gennaio 2008  | 17 giugno 2008  |
| 8  | Dancing Days Are Here Again | Il vestito rosso                     | 21 gennaio 2008  | 24 giugno 2008  |
| 9  | We Lived Like Giants        | Vivere da giganti                    | 11 febbraio 2008 | 1º luglio 2008  |
| 10 | Hat? No Hat?                | Cappello sì? Cappello no?            | 18 febbraio 2008 | 8 luglio 2008   |
| 11 | Stand Alone By Me           | Te la ricordi Angela?                | 3 marzo 2008     | 15 luglio 2008  |
| 12 | The Fine Art of Surfacing   | La sottile arte della dissimulazione | 10 marzo 2008    | 22 luglio 2008  |
| 13 | As Soon As You Are Able     | A ognuno il suo dubbio               | 10 marzo 2008    | 29 luglio 2008  |

## Andiamo a prendere Owen
- Titolo originale: Let's Get Owen
- Diretto da: Gary Fleder
- Scritto da: Scott Rosenberg, Andrè Nemec e Josh Applebaum

### Trama
Nick ed Eddie vanno a New York per prendere Owen e riportarlo a Knights Ridge e dalla sua famiglia. Hannah deve affrontare i suoi reali sentimenti per Nick.
- Altri interpreti: Elizabeth Bogush (Alison Rowan), Jonathan Murphy (Ronnie Garrett), Will Sasso (Big Boy Brett), Michelle Lombardo (Amiquay), Kofi Natei (Cyrus), Tim Chiou (Ragazzo), Destiny Grace Whitlock (Caitlin Rowan), Bryce Robinson (Connor Rowan)

## Salutarsi e dirsi addio
- Titolo originale: How to Kiss Hello
- Diretto da: Nick Marck
- Scritto da: Becky Hartman Edwards

### Trama
Hannah confessa i suoi sentimenti a Nick ed in seguito decide di dare una svolta alla sua vita. Eddie ha dei problemi a mostrare i suoi sentimenti per Janet in pubblico. Nick apprende che un altro professore l'ha sostituito nel suo corso al Doof. Phil il Metafisico è sul punto di perdere il suo unico contatto con la vita fuori dalla casa.
- Altri interpreti: Jonathan Murphy (Ronnie Garrett), Penny Johnson Jerald (Leslie Etwood), Sean Gunn (Rooster), Meggan Anderson (Cameriera), Kevin Weisman (Duncan Bow), Brandon Killham (Jasper Cataldo), Tanner Blaze (Casper Cataldo), Larry Udy (Tecnico della TV), Jennifer Lee Keyes (Joyce), Yvans Jourdain (Poliziotto del campus), Annie Sorell (Cindy Lyons), Alicia Loren (Cheri Lyons)

## Viaggio nel tradimento
- Titolo originale: The Infidelity Tour
- Diretto da: Sandy Smolan
- Scritto da: Stacy Rukeyser

### Trama
Owen prova ad affrontare il tradimento di sua moglie mandando Nick da Ikey per saperne di più. Sam soffre per il fatto che la madre stia per risposarsi. Eddie ha un segreto che rischia di rovinare la sua nuova attività con Nick.
- Altri interpreti: Jonathan Murphy (Ronnie Garrett), Elizabeth Bogush (Alison Rowan), Bryce Robinson (Connor Rowan), Annie Abbott (Mrs. Eichorn), Olivia Everhard (Hannah da piccola), Zach Mills (Nick da piccolo), Destiny Grace Whitlock (Caitlin Rowan)

## Notte da lupi
- Titolo originale: Deck the Howls
- Diretto da: Sarah Pia Anderson
- Scritto da: Victoria Strouse

### Trama
Nick resta sorpreso quando scopre che suo padre non vuole festeggiare il Natale in casa e cerca di scoprirne il motivo. Phil il Metafisico continua la sua tradizione di fingere di essere un architetto quando i suoi genitori vengono a trovarlo, il che irrita la sua fidanzata. Eddie va fuori di testa quando riceve un regalo di Natale molto personale da Janet. Owen ed Alison finiscono a letto insieme, ma la loro felicità è ben presto messa a dura prova.
- Altri interpreti: Jonathan Murphy (Ronnie Garrett), Elizabeth Bogush (Alison Rowan), David Clennon (Randall Farmer), Veronica Cartwright (Lynn Farmer), Jonathan Kehoe (Corista ubriaco), Jessica Tuck (Caroline Garrett), Adam J. Bernstein (Ronnie da piccolo)

## Intorno all'isolato
- Titolo originale: Once Around the Block
- Diretto da: David Paymer
- Scritto da: Phil M. Rosenberg e Luke McMullen

### Trama
Hannah prova a risolvere i suoi problemi con la ex-moglie di Ray, Christine, che disapprova Hannah in qualunque cosa fa. La ragazza della pizza spinge Phil il Metafisico a portarla a fare un giro sull'auto d'epoca chiamata Klauss che tiene in garage. Nick cerca di sistemare Ronnie con un'amica di Aubrey, Taylor, ma le cose si complicano quando Ronnie si prende una cotta per Aubrey che, intanto, cerca di avvicinarsi a Nick.
- Altri interpreti: Jonathan Murphy (Ronnie Garrett), Chris Tschupp (Matthew Lauche), Jessica Stroup (Taylor), Julie Ann Emery (Christine Cataldo), Brandon Killham (Jasper Cataldo), Tanner Blaze (Casper Cataldo), Sahar Bibiyan (Infermiera), Shirley Jordan (Mrs. Burns), Lenny Jacobson (Hippy Bob)

## Pasticcino Kid alla riscossa
- Titolo originale: Revenge of the Cupcake Kid
- Diretto da: Bryan Oh
- Scritto da: Andrew Bernstein

### Trama
Janet ed Hannah pianificano un doppio appuntamento, ma i loro fidanzati non riescono a lasciarsi i loro problemi alle spalle. Il passato di Nick torna a tormentarlo quando cerca di tirare su una nuova attività con Eddie attraverso la figura di un uomo chiamato Pasticcino Kid. Ikey ed Owen provano ad affrontare i loro problemi.
- Altri interpreti: James Keane (Sully), Jonathan Murphy (Ronnie Garrett), Chris Tschupp (Matthew Lauche), J.R. Nutt (Granger), Michael Cornacchia (Carter Bump), Katelin Chesna (Karen), John Mallory Asher (Ronald Buckman), Keeshan Giles (Mook #3), Sam Stefamski (Mook #2), Diego Villarreal Garcia (Mook #1)

## Il campionato di spelling
- Titolo originale: Spelling It Out
- Diretto da: John T. Kretchmer
- Scritto da: Becky Hartman Edwards e Scott Rosenberg

### Trama
Janet è preoccupata perché non è ancora stata a letto con Eddie. Hannah è messa in difficoltà quando Ray le chiede di adottare Sam. Nick pensa che Aubrey gli nasconda qualcosa.
- Altri interpreti: James Keane (Sully), Jonathan Murphy (Ronnie Garrett), Penny Johnson Jerald (Leslie Etwood), Elizabeth Bogush (Alison Rowan), Sean Gunn (Rooster), Elyse Dinh (Newscaster), William Allen Young (Uomo), Todd Bosley (Allen Kornduffer), Joseph Castanon (Jimmy Crack Kornduffer)

## Il vestito rosso
- Titolo originale: Dancing Days Are Here Again
- Diretto da: David Paymer
- Scritto da: Stacy Rukeyser

### Trama
Il Comandante apprende la verità sulle condizioni mediche della sua schiena. Ray rivela ad Ikey che vuole adottare Sam. Nick scopre che Aubrey ha fatto visita a suo padre in segreto. Alison ed Owen iniziano ad uscire con altre persone.
- Altri interpreti: Chris Tschupp (Matthew Lauche), Penny Johnson Jerald (Leslie Etwood), Elizabeth Bogush (Alison Rowan), James Keane (Sully), Destiny Grace Whitlock (Caitlin Rowan), Bryce Robinson (Connor Rowan), Bre Blair (Bethany), Amanda Tepe (Jody Watson), Claudia Mason (Vanessa), Jared Ward (Trent), Armand Assante (Gabriel Diaz), David Paymer (dottor Doug Levy), Amy Acker (Ragazza in uniforme blu)

## Vivere da giganti
- Titolo originale: We Lived Like Giants
- Diretto da: Marcos Siega
- Scritto da: Victoria Strouse

### Trama
Owen, Nick, Ronnie, Aubrey, Gabriel ed Il Comandante fanno un viaggio in macchina per trovare la ragazza che ha salvato la vita di Owen; il Comandante sfrutta questa occasione per ricordare ai figli la loro infanzia e per trovare infine il coraggio di rivelare loro le sue condizioni di salute. Nick incoraggia Gabriel a parlare alla figlia della sua prossima partenza.
- Altri interpreti: Sean Gunn (Rooster), Jonathan Murphy (Ronnie Garrett), Penny Johnson Jerald (Leslie Etwood), Armand Assante (Gabriel Diaz), Eric Tiede (Brian), Amanda Walsh (Lucy)

## Cappello sì? Cappello no?
- Titolo originale: Hat? No Hat?
- Diretto da: David Peymer
- Scritto da: Stacy Rukeyser

### Trama
Hannah è nei guai quando i suoi genitori arrivano in città per aiutarla con i preparativi del matrimonio. Owen ha il suo primo appuntamento con Jenny, la ragazza che gli ha salvato la vita. Nick è alle prese con lo spot per la sua ditta Best Friend Windows ma si riscopre completamente al verde.
- Altri interpreti: Sean Gunn (Rooster), James Keane (Sully), Benedict Macdonald (Istruttore), Angela Oh (Kerry Lourdes), Robert Lipton (Larry Snyder), Pride Grinn (Mack Hill), George Dzundza (Gloy Daniels), Frances Fisher (Ellen Daniels), Amy Acker (Jenny Bristol)

## Te la ricordi Angela?
- Titolo originale: Stand Alone By Me
- Diretto da: Sandy Smolan
- Scritto da: Phil M. Rosenberg e Scott Rosenberg

### Trama
Nick, Phil, Owen ed Eddie sono scioccati quando scoprono che la loro cotta adolescenziale, Angela Ferilli, è morta; si lasciano così trascinare dai ricordi del passato che hanno vissuto insieme e realizzano quanto Angela abbia influito sulle loro vite.
- Altri interpreti: Elizabeth Bogush (Alison Rowan), Destiny Grace Whitlock (Caitlin Rowan), Bryce Robinson (Connor Rowan), Bella Thorne (Angela Ferilli), Zach Mills (Nick da adolescente), Remy Thorne (Eddie da adolescente), Alex Biats (Owen da adolescente), Joey Wagner Luthman (Phil da adolescente), Matthew Josten (Ikey da adolescente), Cameron Palatas (Ray da adolescente), Bridger Zadina (Grizzly), Brien Perry (Rob Bear), Jerry Sherman (Uomo anziano), Jean Sincere (Donna anziana)

## La sottile arte della dissimulazione
- Titolo originale: The Fine Art of Surfacing
- Diretto da: David Solomon
- Scritto da: Bryan Oh

### Trama
Rory, l'ex ragazza di Eddie, arriva in città e causa tensioni tra il ragazzo e Janet. Nick riceve un'importante proposta di lavoro che lo porterebbe, però, lontano da Knights Ridge; Hannah viene arrestata per aver aggredito Christine, l'ex moglie di Ray.
- Altri interpreti: Jonathan Murphy (Ronnie Garrett), Penny Johnson Jerald (Leslie Etwood), Sean Gunn (Rooster), James Keane (Sully), Chris Tschupp (Matthew Lauche), Julie Ann Emery (Christine Cataldo), Bill Bellamy (Stratton Lorb), Oz Perkins (dottor Stone), Andrea Luna Grano (Agente Grasso), Stacy Keibler (Rory Dunlop), Anthony Russell (Frankly-T)

## A ognuno il suo dubbio
- Titolo originale: As Soon As You Are Able
- Diretto da: Gary Fleder
- Scritto da: Scott Rosenberg, Andrè Nemec e Josh Applebaum

### Trama
A Nick viene offerto un ottimo lavoro che però lo dovrebbe tenere lontano per diversi mesi e la sua sarà una decisione sofferta date le condizioni di salute del padre; l'ex fidanzata di Eddie cerca di rimettersi con lui e questo causerà problemi con Janet.
- Altri interpreti: Sean Gunn (Rooster), Jonathan Murphy (Ronnie Garrett), Chris Tschupp (Matthew Lauche), Penny Johnson Jerald (Leslie Etwood), Julie Ann Emery (Christine Cataldo), Bill Bellamy (Stratton Lorb), Brandon Killham (Jasper Cataldo), Tanner Blaze (Casper Cataldo)